# Надь, Жольт (дирижёр)
Жольт Надь (венг. Nagy Zsolt; род. 1957, Дьюла) — венгерский дирижёр и музыкальный педагог.

## Биография
Окончил Будапештскую академию музыки (1984) по классу дирижирования Иштвана Паркая. Ещё студентом дебютировал как дирижёр и репетитор в городском театре Бекешчабы. По завершении курса на протяжении ряда лет участвовал в мастер-классах Петера Этвёша, затем в 1990—1995 годах работал помощником Этвеша в Институте новой музыки Высшей школы музыки Карлсруэ. В дальнейшем также участвовал в различных международных мастер-классах и других проектах Этвеша.
В 1999 году Надь возглавил в Израиле камерный оркестр, специализирующийся на исполнении современной академической музыки. В своей работе с другими музыкальными коллективами по всему миру Надь также предпочитает остросовременный репертуар — произведения таких композиторов, как Дьёрдь Куртаг, Гия Канчели, Эллиот Картер, Томас Адес, Бетси Жолас, Андерс Хилльборг, Тристан Мюрай и другие.
С 2002 года — профессор Парижской консерватории по классу дирижирования; среди его учеников, в частности, Лионель Бренгье.